# Прапор Волоського
Пра́пор Воло́ського — один з офіційних символів села Волоське Дніпровського району Дніпропетровської області, затверджений у 2019 р. рішенням Волоської сільської ради.
Квадратне полотнище розділене хвилясто горизонтально на дві смуги — зелену і синю — у співвідношенні 5:1. З синьої смуги виходить біла, мурована чорним, піраміда, поверх якої в косий хрест покладені два жовтих пастушачих посохи. На зеленій древковій частині жовтий гарбуз, на зеленій вільній — жовтий волоський горіх.
Автор — В. М. Напиткін.